# Winn Parish
Das Winn Parish (frz.: Paroisse de Winn) ist ein Parish im Bundesstaat Louisiana der Vereinigten Staaten. Bei der Volkszählung im Jahr 2020 hatte das Parish 13.755 Einwohner und eine Bevölkerungsdichte von 5,6 Einwohnern pro Quadratkilometer. Bis 2014 verringerte sich die Einwohnerzahl auf 14.743. Der Verwaltungssitz (Parish Seat) ist Winnfield.

## Geografie
Das Parish liegt im mittleren Norden von Louisiana und ist ungefähr gleich weit von Texas, Arkansas und Mississippi entfernt. Es hat eine Fläche von 2478 Quadratkilometern, wovon 17 Quadratkilometer Wasserfläche sind.
Im Westen wird das Winn Parish vom als National Wild and Scenic River unter Schutz gestellten Saline Bayou begrenzt, der im äußersten Südwesten in den Red River mündet.
An das Winn Parish grenzen folgende Parishes:
| Bienville Parish    | Jackson Parish | Caldwell Parish |
| Natchitoches Parish |                |                 |
|                     | Grant Parish   | La Salle Parish |

## Geschichte
Das Winn Parish wurde 1852 aus Teilen des Catahoula Parish, des Natchitoches Parish und des Rapides Parish gebildet.
Sieben Bauwerke und Stätten des Parish sind im National Register of Historic Places eingetragen (Stand 10. November 2017).

## Bevölkerung
Nach der Volkszählung im Jahr 2010 lebten im Winn Parish 15.313 Menschen in 5402 Haushalten. Die Bevölkerungsdichte betrug 6,2 Einwohner pro Quadratkilometer. In den 5402 Haushalten lebten statistisch je 2,43 Personen.
Ethnisch betrachtet setzte sich die Bevölkerung zusammen aus 67,1 Prozent Weißen, 30,5 Prozent Afroamerikanern, 0,7 Prozent amerikanischen Ureinwohnern, 0,3 Prozent Asiaten sowie aus anderen ethnischen Gruppen; 1,2 Prozent stammten von zwei oder mehr Ethnien ab. Unabhängig von der ethnischen Zugehörigkeit waren 1,7 Prozent der Bevölkerung spanischer oder lateinamerikanischer Abstammung.
22,1 Prozent der Bevölkerung waren unter 18 Jahre alt, 62,2 Prozent waren zwischen 18 und 64 und 15,7 Prozent waren 65 Jahre oder älter. 46,8 Prozent der Bevölkerung waren weiblich.
Das jährliche Durchschnittseinkommen eines Haushalts lag bei 34.322 USD. Das Pro-Kopf-Einkommen betrug 16.789 USD. 22,6 Prozent der Einwohner lebten unterhalb der Armutsgrenze.

## Ortschaften
Inkorporierte Citys, Towns und Villages sowie nichtinkorporierte Census-designated places (CDP):
| Ort         | Einwohner 2010 | Einwohner 2020 | Typ     |
| ----------- | -------------- | -------------- | ------- |
| Winnfield   | 4840           | 4153           | City    |
| Tullos1     | 385            | 304            | Town    |
| Joyce       | 384            | 328            | CDP     |
| Dodson      | 337            | 294            | Village |
| St. Maurice | 323            | 266            | CDP     |
| Calvin      | 238            | 242            | Village |
| Jordan Hill | 211            | 196            | CDP     |
| Atlanta     | 163            | 149            | Village |
| Sikes       | 119            | 112            | Village |

1 – überwiegend im La Salle Parish

Weitere, von der Volkszählung nicht separat erfasste Unincorporated Communities:
- Beal Crossing
- Bethlehem
- Carla
- Coldwater
- Colgrade
- Crews
- Curry
- Emden
- Five Forks
- Flat Creek
- Gaars Mill
- Gansville
- Hatfield
- Hickory Valley
- Hudson
- Lofton
- Mars Hill
- Menefee
- Mill
- Moore
- Mount Zion
- Murray Junction
- New Moore
- Packton
- Ringwood
- Tannehill
- Tansey
- Wheeling

## Gliederung

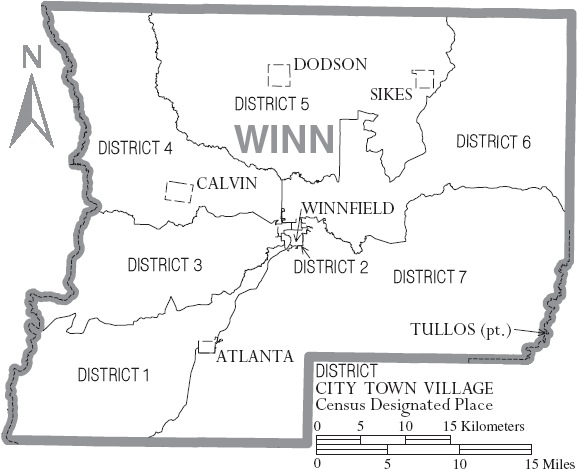
Gliederung des Winn Parish

Das Winn Parish ist in sieben durchnummerierte Distrikte eingeteilt:
| Distrikt | Einwohner (2010) | FIPS     |
| -------- | ---------------- | -------- |
| 1        | 1780             | 22-94162 |
| 2        | 1813             | 22-94366 |
| 3        | 3529             | 22-94549 |
| 4        | 2095             | 22-94726 |
| 5        | 1899             | 22-94924 |
| 6        | 2068             | 22-95083 |
| 7        | 2129             | 22-95233 |